# Vărbilău (gmina)
Vărbilău – gmina w Rumunii, w okręgu Prahova. Obejmuje miejscowości Coțofenești, Livadea, Podu Ursului, Poiana Vărbilău i Vărbilău. W 2011 roku liczyła 6644 mieszkańców.